# Joseph Charbonnier
Joseph Christophe Charbonnier, né le 23 octobre 1751 à Toulon et mort le 6 juin 1808 au même lieu, est un homme politique français de la Révolution française.

## Biographie
Charbonnier est directeur des vivres de la marine de Toulon lorsqu'il est élu député, le deuxième sur huit, à la Convention nationale en septembre 1792. Il siège sur les bancs de la Montagne. Au procès de Louis XVI, il vote la mort sans conditions. Il vote contre la mise en accusation de Marat et contre le rétablissement de la Commission des Douze. 
Le 8 prairial an III (27 mai 1795), Charbonnier est décrété d'arrestation et incarcéré à Toulon. Il est accusé de complicité avec les émeutiers marseillais qui tentent de libérer les prisonniers terroristes incarcérés au fort Saint-Jean. Il bénéficie de l'amnistie votée à la clôture de la Convention. Il reprend son emploi dans la marine après son mandat.

### Sources et bibliographie
- « Joseph Charbonnier », dans Adolphe Robert et Gaston Cougny, Dictionnaire des parlementaires français, Edgar Bourloton, 1889-1891 [détail de l’édition]